# Vasile Zottu
Vasile Zottu  (n. 14 noiembrie 1853, București – d. 12 noiembrie 1916, București) a fost unul dintre generalii Armatei României din Primul Război Mondial.
A îndeplinit nominal (fără a o exercita efectiv) funcția de șef al Marelui Cartier General în prima parte a campaniei anului 1916.

## Cariera militară

Bust expus în Palatul Cercului Militar Național

După absolvirea școlii militare de ofițeri cu gradul de sublocotenent, Vasile Zottu a participat la Războiul de Independență, comandând un pluton din Compania 3 Geniu. Ulterior a ocupat diferite poziții în cadrul unităților de geniu, a Serviciului geniului din Corpul 2 Armată sau în Administrația Centrală a Războiului. Între 1901 și 1904 a fost comandant al Școlii Militare de Infanterie și Cavalerie.:p. 74
În anul 1904 trece definitiv în arma infanterie, încredințându-i-se comanda unor mari unități cum ar fi: Brigada 4 Infanterie, Divizia 5 Infanterie, Divizia 4 Infanterie sau a Cetății București. Ocupă în două rânduri poziția de șef al Statului Major General, între 31 martie - 18 noiembrie 1911 și 1 aprilie 1914 - 14 august 1916.:p. 432:p. 12:p. 121
La 1 aprilie 1914, a fost trecut în rezervă pentru limită de vârstă, fiind concentrat în aceeași zi ca șef al Marelui
Stat Major, iar la 15 august 1916, mobilizat ca șef al Marelui Cartier General. Comanda sa a fost doar una nominală, fiind în imposibilitatea exercitării ei din cauza bolii de care suferea, conducerea efectivă a Marelui Cartier General fiind exercitată de subșeful acestuia, generalul Dumitru Iliescu. S-a sinucis la data de 12 noiembrie 1916 în locuința sa din București, din strada N. Golescu nr. 1-3 (Str. C.A. Rosetti nr.7 - fostă Clemenței).:p. 74
Motivele sinuciderii sale sunt controversate. Generalul istoric Radu R. Rosetti îl caracteriza pe generalul Zottu ca fiind „un om de bine, cu simțământul onoarei foarte dezvoltat, cum a dovedit și prin sinuciderea sa după dezastrul de la Turtucaia”.:p. 102
O altă ipoteză este că Generalul Zottu s-a sinucis fiind-că a fost bănuit că, prin unele activități ale sale, ar fi favorizat transmiterea către inamic a „Planului de campanie al Armatei Române”, numele său aflându-se pe celebra „listă a lui Günther”, alături de numele celor care au colaborat cu Puterile Centrale. Prim-ministrul Ion I. C. Brătianu ar fost informat de aceste scurgeri de informații, l-a păstrat nominal ca șef al Marelui Stat Major pe generalul Zottu, pentru a nu avea neplăceri cu Puterile Centrale, dar a însărcinat o altă persoană, respectiv pe generalul Dumitru Iliescu, cu pregătirea armatei pentru război. Ion G. Duca considera însă că  „generalul Vasile Zottu era vădit nepotrivit pentru un loc de așa mare răspundere”.:p. 24

## Decorații
- Ordinul „Steaua României”, în grad de Comandor (1909)
- Ordinul „Steaua României”, în grad de Ofițer (1897)
- Ordinul „Coroana României”, în grad de Comandor (1901)
- Ordinul „Coroana României”, în grad de Mare Ofițer (1912)
- Medalia Virtutea Militară (1878)
- Crucea Trecerea Dunării (1878)
- Medalia Apărătorilor Independenței (1878)
- Medalia Comemorativă Rusă (1878)
- Medalia jubiliară „Carol I” (1906)
- Semnul onorific de aur pentru serviciu militar de 25 de ani (1903)[1]:p. 432[3]:pp 73-74